# Мики Ђорђевић
Мики Ђорђевић (Ниш, 21. март 1952), познат и као Мики Лира, српски је певач и предузетник из Ниша.

## Биографија
Мики Ђорђевић спада у певачке легенде града Ниша и уопште јужне Србије, које негују староградски мелос. У његовим песмама се осећа грчки инструментални утицај, док су текстови романтичне оде старој нишкој чаршији и манифестације жала за прошлим временима. У Нишу и околини Ђорђевић је нарочито био популаран осамдесетих година двадесетог века, када је наступао у пратњи популарних локалних састава, попут „Ђувегија”. Као важна личност кафанског живота тог доба, учестовао је у снимању програма Експерименталне телевизије Ниш (ЕТВ Ниш), која је свој програм емитовала маја и октобра 1986. из хотела „Партизан” у Нишкој Бањи.
Ђорђевићев највећи хит, по којем је препознатљив, песма „Нишке калдрме”, у целости је коришћена као звучна подлога шпице емисије „Нишка калдрма” Нишке телевизије, а део песме у шпици промотивно-документарног филма „Ниси сам у свету” нишке Канцеларије за сарадњу са дијаспором. Године 2018. појавио се у новогодишњем издању емисије „Никад није касно”, као подршка колегиници и суграђанки Мирослави Крстић са којом је уживо извео песму „Треба времена” Ане Бекуте.
Његов син је Милош Ђорђевић, такође музичар, који живи у Чикагу и власник је фирме „Chicago Desavanja Inc”, која је кровна за портале „Чикаго дешавања” и „Актуелности” и „Плус радио”.
Ђорђевић се годинама успешно бави и угоститељством. Члан је Завичајног удружења Топличана у Нишу, у чијим приредбама често учествује са својим оркестром.

## Дискографија (избор)
- Ако, ако, само иди
- Доћи ћу ти довече
- Другови, моји другови
- Нишке бекрије
- Ти не знаш шта је бол
- Зашто сам те ноћас сањао
- Живот је кратак
- Нишке калдрме